# Anedie Azael
Anedie Azael (b. Port-au-Prince, 1988) là một người mẫu, nhà hoạt động người Haiti và được biết đến như một thí sinh dự thi sắc đẹp.

## Cuộc sống cá nhân
Anedie được nuôi dưỡng tại Port-au-Prince, Haiti, bởi cha mẹ cô, Eddy và Chantale Azael. Năm 2004, ở tuổi 16, cô chuyển đến Miami, Florida để theo đuổi việc học quản lý kinh doanh nơi cô tốt nghiệp năm 2006. Năm 2009, cô ký hợp đồng với Runways The Talent Group ở Miami, nơi giúp cô tích lũy một số kinh nghiệm làm người mẫu chuyên nghiệp trên đường đi, làm việc cho một số nhà mốt lớn như Macy, Dior và Carolina Herrera.

## Nỗ lực nhân đạo
Vào tháng 8 năm 2010, Azael thành lập tổ chức nhân đạo mang tên Tổ chức Peace Love International, với mục đích giúp đỡ phụ nữ và trẻ em Haiti.

## Cuộc thi sắc đẹp
Cô là đại diện chính thức của Haiti cho Hoa hậu Hoàn vũ 2011, được tổ chức tại São Paulo, Brazil vào ngày 12 tháng 9 năm 2011 